# Дамбинський сільський округ
Да́мбинський сільський округ (каз. Дамба ауылдық округі, рос. Дамбинский сельский округ) — адміністративна одиниця у складі Атирауської міської адміністрації Атирауської області Казахстану. Адміністративний центр — село Дамба.
Населення — 4196 осіб (2021; 3043 у 2009, 2445 у 1999, 2469 у 1989).
Станом на 1989 рік існувала Дамбинська сільська рада (села Амангельди, Дамба, Пішний) у складі Махамбетського району, з 1990 року — у складі Балакшинського району, з 1993 року — Дамбинський сільський округ у складі Балакшинського району, з 1997 року — у складі Атирауської міської адміністрації. Село Пішний ліквідовано 2013 року.

## Склад
До складу округу входять такі населені пункти:
| Населений пункт  | Населення, осіб (1989) | Населення, осіб (1999) | Населення, осіб (2009) | Населення, осіб (2021) |
| ---------------- | ---------------------- | ---------------------- | ---------------------- | ---------------------- |
| Амангельди, село | 322                    | 478                    | 1814                   | 1754                   |
| Дамба, село      | 1997                   | 1967                   | 1152                   | 2442                   |
| --Пішний, село   | 150                    | 0                      | 77                     | -                      |